# Бронхоспазм

Воспаленные дыхательные пути и бронхоконстрикция при астме

Бронхоспазм (лат. bronchospasm) — сужение просвета мелких бронхов и бронхиол; возникает при различных заболеваниях органов дыхания (например, при бронхиальной астме или бронхите), проявлениях аллергических реакций или поражениях отравляющими веществами, осложнениях при хирургических вмешательствах.
Бронхоспазм провоцируется механическим раздражением волокон блуждающего и диафрагмального нервов, действием препаратов с парасимпатомиметической и антихолинэстеразной активностью, накоплением биогенных аминов (гистамина, серотонина).

## Клиническая картина
Различают два вида бронхоспазмов: парциальный (сохраняются участки нормально функционирующей легочной ткани) и тотальный (возникает полный спазм бронхиол и мелких бронхов).
Симптомами парциального бронхоспазма являются: затрудненное дыхание с удлиненным выдохом, повышение тонуса дыхательной мускулатуры, появление сухих и влажных хрипов в лёгких, умеренная артериальная гипертензия, цианоз слизистых оболочек. С усилением бронхоспазма усиливается цианоз и потоотделение, нарастают сухие и влажные хрипы, дыхание становится свистящим. При переходе парциального бронхоспазм в тотальный дыхание на вдохе и выдохе затрудняется, перестают прослушиваться дыхательные шумы и хрипы в лёгких. Тотальный бронхоспазм является «острой остановкой лёгких», характеризуется полным отсутствием дыхания.
Состояние, при котором бронхоспазм может быть купирован с помощью бронхолитических средств, называется обратимой закупоркой дыхательных путей (англ. reversible obstructive airway disease); к нему относится, например, бронхиальная астма.

## Аллергический бронхоспазм
Аллергический бронхоспазм вызывается внешними и внутренними возбудителями, может протекать в атопической и инфекционно-аллергической форме.

## Лечение
Для лечения бронхоспазма выписывают адреномиметики, глюкокортикоиды, м-холиноблокаторы и муколитические препараты. В случае аллергического бронохспазма необходимо устранить аллерген.
Состояние, при котором бронхолитические средства не приносят облегчения, называется необратимой закупоркой дыхательных путей. К нему относится хронический бронхит. Состояние бронхоспазма является опасным и требует незамедлительной врачебной помощи. Людям, склонным к регулярным бронхоспазмам, следует постоянно иметь с собой купирующие этот симптом лекарственные препараты, назначить которые может только врач.